# Shōken
Shōken (em japonês: 昭憲; nascida Masako Ichijō; Quioto, 9 de maio de 1849 — Numazu, 9 de abril de 1914) foi a imperatriz consorte do Japão, como a esposa do imperador Meiji. Também era conhecida como imperatriz-viúva Shōken.

## Biografia
Ela era a terceira filha do Sadaijin Ichijō Tadaka, líder do Ramo Ichijō do Clã Fujiwara. Ela casou-se com o Imperador Meiji no dia 2 de Setembro de 1867 e adotou o nome Haruko (一条美子), que pretendia refletir seu tamanho diminuto e sua beleza serena.
Embora fosse a primeira imperatriz japonesa a desempenhar um papel público, ela não teve filhos. O Imperador Meiji tinha quinze filhos com cinco damas de companhia oficiais. Haruko, seguindo uma antiga tradição da monarquia japonesa, adotou Yoshihito, o filho mais velho de seu marido e de uma concubina. Yoshihito tornou-se o herdeiro oficial ao trono e sucedeu o Imperador Meiji com o título de Imperador Taishō.
Como imperatriz, ela assumiu o papel de ajudar os pobres e promoveu o bem-estar nacional, bem como a educação para mulheres. Por isso, Haruko foi chamada de "Mãe da Nação" por seu povo. Durante a Primeira Guerra Sino-japonesa (1894-1895), trabalhou para estabelecer a Sociedade da Cruz Vermelha Japonesa. Preocupada com as atividades da Cruz Vermelha, especialmente nos tempos de paz, ela criou um fundo para o Comitê Internacional da Cruz Vermelha, nomeado mais tarde "O Fundo da Imperatriz Shōken", que atualmente é voltado para atividades de bem-estar internacionais.
Com a morte do Imperador Meiji, ganhou o título kōtaigo ("Imperatriz Viúva") de seu filho adotivo, o Imperador Taishō.
Ela morreu em 1914; seu corpo foi enterrado em Kyoto e sua alma, venerada no Santuário Meiji de Tóquio. Depois disso, recebeu o nome póstumo de Imperatriz Shōken. A carruagem da imperatriz, bem como a do Imperador Meiji, pode ser vista hoje no museu Meiji Mura, perto de Nagoya.

## Títulos e estilos
- 9 de maio de 1849 — 11 de janeiro de 1869: Lady Masako Ichijō
- 11 de janeiro de 1869 — 30 de julho de 1912: Sua Majestade Imperial a Imperatriz
- 30 de julho de 1912 — 9 de abril de 1914: Sua Majestade Imperial a Imperatriz-viúva
- Nome póstumo: Sua Majestade Imperial a Imperatriz Shōken